# Altlastenbeitrag
Der Altlastenbeitrag ist in Österreich eine unternehmerseitige Abfallsteuer.

## Zweck
Der Altlastenbeitrag ist eine Abgabe auf die Ablagerung  (Deponiesteuer), thermische Verwertung wie auch gewisse Wiederaufarbeitungen und den Export von Abfall.
Er wurde mit dem Altlastensanierungsgesetz (ALSAG) 1989 eingeführt und anfangs nur auf Deponierungen erhoben. 2006 wurde er auch auf die Verbrennung von Abfällen ausgeweitet.
Der Altlastenbeitrag dient als wirkungsvolles Lenkungsinstrument im Rahmen der Deponieverordnung. Das Aufkommen ist zweckgebunden für die Erfassung, Beurteilung und Sanierung von Altlasten. Verwendet wird er zu 85 % für die Förderung von Sicherungs- und Sanierungsmaßnahmen, für Sicherungs- und Sanierungsmaßnahmen, die der Bund vornehmen muss (gemäß § 18 ALSAG) und Ersatzvornahmen, sowie zu  15 % für die Untersuchungen an Verdachtsflächen und Altlasten, für diesbezügliche Studien sowie für Abwicklungskosten.
Die jährlichen Einnahmen aus dem Altlastenbeitrag belaufen sich nach Anpassungen auf rund 50 Mio. € (Spitzenwert 2003 mit 97 Mio. €), die Gesamteinnahmen 1989–2019 waren 1,5 Milliarden Euro.

## Umfang
Der Altlastenbeitrag ist zu entrichten für (§ 3 Abs. 1 Z. 1–4):
- das Einbringen von Abfällen in eine Deponie
- das mehr als einjährige Lagern von Abfällen zur Beseitigung oder das mehr als dreijährige Lagern von Abfällen zur Verwertung
- das Verfüllen von Geländeunebenheiten (unter anderem Baugruben oder Künetten) oder das Vornehmen von Geländeanpassungen (unter anderem Errichtung von Dämmen oder Unterbauten von Straßen, Gleisanlagen oder Fundamenten), oder der Bergversatz mit Abfällen
- das Verbrennen von Abfällen und das Verwenden von Abfällen zur Herstellung von Brennstoffprodukten
- das Einbringen von Abfällen in einen Hochofen zur Herstellung von Roheisen
- das Befördern von Abfällen außerhalb des Bundesgebietes (Export)

Grundsätzliche Ausnahmen bestehen unter anderem für Bergbauabfälle, Aushubmaterial und Recyclingbaustoffe für Geländeverfüllungen, Abfälle mit hohem biogenen Anteil gemäß Ökostromgesetz, Klärschlämme zur Verbrennung und Herstellung von Brennstoffprodukten, Rückstände aus Abfallverbrennungsanlagen (Deponie oder Bergversatz), Stahlwerksschlacken für eine spätere Verwertung, Recycling-Baustoffe, sowie diverse Stoffe, die speziellen Gesetzen unterliegen, wie taubes Gestein und Rohstoffgewinnung gemäß Mineralrohstoffgesetz; radioaktive Stoffe gemäß dem Strahlenschutzgesetz; Sprengstoffabfälle (§ 3 Abs. 1a–4).
Der Altlastenbeitrag beträgt für das Verbrennen etwa 8 €/Tonne, Bodenaushub-, Inertabfall- und Baurestmassendeponien etwa 10 €/Tonne, für Reststoffdeponie etwa 20 €/Tonne, Massenabfalldeponie oder Deponie für gefährliche Abfälle etwa 30 €/Tonne, für alles andere 87 €/Tonne.

## Altlastenbeitrag für Private
Der Altlastenbeitrag fällt auch für den Bauherrn an, insbesondere bei Geländeanpassungen mit Bauschutt oder Baurestmassen und auch Erd- und Bodenaushub, wie auch beim Lagern länger als ein Jahr. Falls die Abgabe nicht über einen Bauunternehmer abgewickelt wird, ist sie vom Bauherrn anzumelden.

## Rechtsgrundlage
- §§ 8–11 (II. Abschnitt Altlastenbeitrag) Altlastensanierungsgesetz  (i.d.g.F. online, ris.bka).